# プールモア
プールモア（もしくはプールモワ）（Pour Moi、2008年1月10日 - ）はアイルランドで生産され、フランスで調教された競走馬である。おもな勝ち鞍は2011年ダービーステークス。

## 戦績

### 2歳（2010年）
9月23日のリエブル賞でデビューし、8着に敗れる。1ヶ月後の条件戦に勝利し初勝利を挙げた。この競走から騎手がミカエル・バルザローナに乗り代わっている。2歳時はこの2戦のみで終了し、休養に入った。

### 3歳（2011年）
4月10日のフォルス賞で復帰。5頭立ての中で最低人気となり、結果は3着に敗れた。続くグレフュール賞でも9頭立ての6番人気と低評価だったが、これを覆して勝利、重賞初勝利をあげた。この勝利を受けてアンドレ・ファーブルは次走に地元フランスのジョッケクルブ賞ではなく、イギリスのダービーステークスを選択した。エリザベス2世の所有馬でダンテステークス優勝馬カールトンハウスが注目される中2番人気に支持されたプールモアは最後方から追走し、最後の直線でもまだ後方に位置していたが、ここから一気に脚を伸ばして人気薄のトレジャービーチとカールトンハウスをまとめて差しきり優勝した。フランス調教馬のダービー優勝は1976年のエンペリー以来35年ぶり、バルザローナはわずか19歳でのダービー制覇となった。この勝利で凱旋門賞の最有力馬に躍り出たが、8月25日の乗り運動中に左前脚の球節を故障。引退して2012年からクールモアスタッドで種牡馬入りすることになった。ファーブルは引退時に「これまで管理した馬の中で最高の一頭」と賛辞を贈っている。

### 競走成績
| 出走日     | 競馬場             | 競走名         | 格 | 距離     | 着順 | 騎手           | 着差      | 1着（2着）馬     |
| ---------- | ------------------ | -------------- | -- | -------- | ---- | -------------- | --------- | ---------------- |
| 2010.04.12 | フォンテーヌブロー | リエブル賞     |    | 芝1600m  | 8着  | D.メスカム     | 10馬身    | Flinch Cat       |
| 2010.10.24 | ロンシャン         | 条件戦         |    | 芝1800m  | 1着  | M.バルザローナ | クビ      | (Oppenort)       |
| 2011.04.10 | ロンシャン         | フォルス賞     | G3 | 芝2100m  | 3着  | M.バルザローナ | 1 1/2馬身 | Baraan           |
| 2011.05.07 | サンクルー         | グレフュール賞 | G2 | 芝2000m  | 1着  | M.バルザローナ | 1 1/2馬身 | (Bubble Chic)    |
| 2011.06.04 | エプソム           | ダービー       | G1 | 芝12f10y | 1着  | M.バルザローナ | アタマ    | (Treasure Beach) |

## 種牡馬時代
現役引退後はアイルランドのクールモアスタッドで種牡馬入りしたが、2017年からは障害競走用種牡馬となっている。
2世代目の産駒から人気薄で英ダービーを制したウイングスオブイーグルスが出て、父子2代での英ダービー制覇を達成している。

### 主な産駒
- ウイングスオブイーグルス（Wings of Eagles） - 英ダービー（2017年）

## 血統表
| プールモア (Pour Moi)の血統（サドラーズウェルズ系 / Northern Dancer 3×4=18.75%） | プールモア (Pour Moi)の血統（サドラーズウェルズ系 / Northern Dancer 3×4=18.75%） | プールモア (Pour Moi)の血統（サドラーズウェルズ系 / Northern Dancer 3×4=18.75%） | （血統表の出典）          | （血統表の出典） |
| 父 Montjeu 1996 鹿毛 アイルランド                                                | 父の父Sadler's Wells 1981 黒鹿毛 アメリカ                                        | Northern Dancer                                                                  | Nearctic                  | Nearctic         |
| 父 Montjeu 1996 鹿毛 アイルランド                                                | 父の父Sadler's Wells 1981 黒鹿毛 アメリカ                                        | Northern Dancer                                                                  | Natalma                   |                  |
| 父 Montjeu 1996 鹿毛 アイルランド                                                | 父の父Sadler's Wells 1981 黒鹿毛 アメリカ                                        | Fairy Bridge                                                                     | Bold Reason               | Bold Reason      |
| 父 Montjeu 1996 鹿毛 アイルランド                                                | 父の父Sadler's Wells 1981 黒鹿毛 アメリカ                                        | Fairy Bridge                                                                     | Special                   |                  |
| 父 Montjeu 1996 鹿毛 アイルランド                                                | 父の母Floripedes 1985 鹿毛 フランス                                              | Top Ville                                                                        | High Top                  | High Top         |
| 父 Montjeu 1996 鹿毛 アイルランド                                                | 父の母Floripedes 1985 鹿毛 フランス                                              | Top Ville                                                                        | Sega Ville                |                  |
| 父 Montjeu 1996 鹿毛 アイルランド                                                | 父の母Floripedes 1985 鹿毛 フランス                                              | Toute Cy                                                                         | Tennyson                  | Tennyson         |
| 父 Montjeu 1996 鹿毛 アイルランド                                                | 父の母Floripedes 1985 鹿毛 フランス                                              | Toute Cy                                                                         | Adele Toumignon           |                  |
| 母 Gwynn 1997 鹿毛 アイルランド                                                  | 母の父Darshaan 1981 黒鹿毛 イギリス                                              | Shirley Heights                                                                  | Mill Reef                 | Mill Reef        |
| 母 Gwynn 1997 鹿毛 アイルランド                                                  | 母の父Darshaan 1981 黒鹿毛 イギリス                                              | Shirley Heights                                                                  | Hardiemma                 |                  |
| 母 Gwynn 1997 鹿毛 アイルランド                                                  | 母の父Darshaan 1981 黒鹿毛 イギリス                                              | Delsy                                                                            | Abdos                     | Abdos            |
| 母 Gwynn 1997 鹿毛 アイルランド                                                  | 母の父Darshaan 1981 黒鹿毛 イギリス                                              | Delsy                                                                            | Kelty                     |                  |
| 母 Gwynn 1997 鹿毛 アイルランド                                                  | 母の母Victoress 1984 鹿毛 アメリカ                                               | Conquistador Cielo                                                               | Mr. Prospector            | Mr. Prospector   |
| 母 Gwynn 1997 鹿毛 アイルランド                                                  | 母の母Victoress 1984 鹿毛 アメリカ                                               | Conquistador Cielo                                                               | K.D. Princess             |                  |
| 母 Gwynn 1997 鹿毛 アイルランド                                                  | 母の母Victoress 1984 鹿毛 アメリカ                                               | Royal Statute                                                                    | Northern Dancer           | Northern Dancer  |
| 母 Gwynn 1997 鹿毛 アイルランド                                                  | 母の母Victoress 1984 鹿毛 アメリカ                                               | Royal Statute                                                                    | Queen's Statute F-No.22-b |                  |

- 従兄弟（母の半姉の産駒）にフェアリーステークス勝ち馬のフェリシア、姪（半妹の産駒）にBCジュヴェナイルフィリーズターフ勝ち馬のPizza Biancaがいる。

## 参考資料
- “Pour Moi”.   Ped Net. 2011年6月20日閲覧。
- “Horse Pour Moi” (英語).   RACING POST.com. 2011年6月20日閲覧。